# Bundesgenossenkrieg (Rom)
Der Bundesgenossenkrieg (bellum sociale, auch bellum Marsicum „Marsischer Krieg“) war ein von 91 bis 88 v. Chr. dauernder Krieg italischer Stämme gegen das römische Staatswesen, um das von Rom verweigerte vollständige römische Bürgerrecht zu erlangen.
Den Hintergrund des Bundesgenossenkriegs stellte das Verhalten Roms gegenüber seinen italischen Bundesgenossen dar. Nachdem der Antrag des Volkstribuns Marcus Livius Drusus zur Erteilung des römischen Bürgerrechts für die Italiker abgelehnt worden war und es auch zu Eingriffen in die (ansonsten autonomen) inneren Verhältnisse durch römische Beamte gekommen war, erhoben sich 91 v. Chr. mehrere Bundesgenossen gegen Rom. Besonders die Stammesgruppe der Marser im Norden und Osten Roms sowie die Samniten beteiligten sich am Aufstand, während die griechischen Städte Süditaliens und Etrurien nicht daran teilnahmen.
Gefährlich wurde es für Rom, als sich die Aufständischen zu einer Art Bundesstaat zusammenschlossen. Diesen war die römische Art der Staatsführung bekannt, sodass sie sich derart organisierten, dass sie in Corfinium einen Senat einrichteten und die Stadt in Italia umbenannten. Zusätzlich waren die Bundesgenossen auch ohnehin militärisch in der römischen Kampfweise geschult, mit der Folge, dass die römischen Truppen auch unter der Führung des ehemals gefeierten Feldherrn Gaius Marius und trotz großer Truppenkontingente die bundesgenössischen Truppen für eine große Zeitspanne im Krieg nicht zerschlagen konnten.

## Motive hinter dem Aufstand
Bundesgenosse Roms zu sein, entwickelte sich als eine zunehmend schwere Last, als Rom über die Grenzen Italiens hinaus vorstieß. Die Bundesgenossen mussten viele Opfer für die Interessen und Ziele Roms erbringen. Mitunter wurden die von ihnen bereitgestellten Soldaten bei Beuteverteilungen karg entlohnt im Vergleich zu den Soldaten, welche aus den römischen Bürgern ausgehoben wurden. Weiterhin verloren die Bundesgenossen zunehmend ihre innere Autonomie an die Römer, obwohl ihnen diese bis zu einem gewissen Grad zugesprochen worden war. Beispielsweise griffen die Römer bei der Verfolgung von Bandenkriminalität in Italien selbst ein. Zusätzlich erließ 186 v. Chr. der Senat in Folge des Bacchanalienskandals Anordnungen, um den Kult des Gottes Bacchus einzuschränken, die aber auch den Bundesgenossen aufgezwungen wurden. Zu der Unzufriedenheit der Bundesgenossen in Süditalien können sogar noch weitere Gründe gelistet werden. Ausschlaggebend war dort, dass die Römer mit den in den punischen Kriegen zu Hannibal abgefallenen Bundesgenossen ohne Erbarmen abgerechnet hatten und ihnen Land abgenommen hatten, in der Summe schätzungsweise 10.000 km². Die Beziehung zwischen den italischen Bundesgenossen – den Socii – und der Hegemonialmacht entwickelte sich damit zu einem Machtmissbrauch seitens der Römer.

Die Karte zeigt römische Gebiete – den ager romanus – zu Beginn des Bundesgenossenkriegs, der etwa dreißig Jahre nach dem Tod von Gaius Gracchus einsetzte. Das römische Territorium ist rot gefärbt dargestellt. Die Gebiete der anfänglichen Aufständischen in dunkelgrün, Gebiete der späteren Aufständischen in hellgrün.

Die Möglichkeiten und der Zugang zu den politischen, sozialen und wirtschaftlichen Freiheiten, über welche ein römischer Bürger verfügte, blieben den Socii verweigert, obwohl sie sich gleichermaßen für die Interessen Roms einsetzten und Verluste erlitten. Ob den Bundesgenossen die römische Staatsbürgerschaft verliehen wurde, sollte wichtiger Gegenstand der römischen Politik vor dem Aufstand werden. Reformversuche wurden auch seitens der Römer unternommen, teilweise aber aus egoistischen Motiven. Der Konsul Marcus Fulvius Flaccus, der die Spannungen und Probleme mit den Bundesgenossen zu lösen versuchte, hatte das Vorhaben, diesen den Erhalt des Bürgerrechtes zu ermöglichen. Ein wiederkehrendes Muster war jedoch, dass sich solche Vorhaben nicht durchsetzen ließen, aufgrund starken Widerstandes in der römischen Bürgerschaft auf allen sozialen Ebenen. Viele Versuche wurden auch seitens der Bundesgenossen selbst unternommen, die römische Staatsbürgerschaft zu erlangen, bspw. durch Masseneinwanderungen in Rom. Die Römer wiederum duldeten aber diese Versuche nicht, sodass der Volkstribun Marcus Iunius Pennus im Jahre 126 v. Chr. alle italischen Bundesgenossen, welche unrechtmäßig die römische Bürgerschaft erlangt hatten, überprüfen und dann aus Rom ausweisen ließ. Als Reaktion hierauf fanden Proteste statt. Die Klimax dieser Spannungen sollte im Jahre 95 v. Chr. das Handeln der Konsuln, Lucius Licinius Crassus und Quintus Mucius Scaevola, sein, als diese ein Gesetz erließen, das sich den Wünschen der Bundesgenossen deutlich entgegenstellte und sie daran hinderte, dem römischen Bürgerverband beizutreten. Marcus Livius Drusus der Jüngere plante mehrere Reformen, darunter den Bundesgenossen die römische Bürgerschaft zu gewähren. Diesen Reformen stellten sich erneut viele Römer mit enormen Widerständen entgegen, welche zu seiner Ermordung führten.
Ohne Hoffnung auf Änderungen und Hilfe innerhalb Roms nahmen die Bundesgenossen die Angelegenheit in ihre eigenen Hände und planten im Geheimen, ordneten Gesandte untereinander ab und bildeten ein Bündnis. In Asculum (heute Ascoli Piceno), wo die Bewohner ein Fest feierten, wurde der Praetor Quintus Servilius herbeigerufen, auf den Verdacht hin, dass sich die Socii verschwören. Zu den Menschen vor Ort sprach dieser mit sehr bedrohlicher Sprache und zeigte ihnen deutlich seine Animosität. Die Bundesgenossen mussten daher befürchten, dass ihre Verschwörung aufgedeckt wird, und ermordeten Servilius schließlich. Dadurch angestachelt, fielen die Einwohner Asculums über die in ihrer Stadt ansässigen Römer her und plünderten ihr Hab und Gut. Zeitgleich fanden ähnliche gewalttätige Auseinandersetzungen in mehreren bundesgenössischen Städten statt. Damit kam der Aufstand zum offenen Ausbruch und der Bundesgenossenkrieg begann.

## Ablauf
Die Hauptorte des Aufstandes lagen in Mittel- und Süditalien sowohl bei den Marsern als auch bei ihren Nachbarn, den Paelignern, Vestinern und Marrucinern. Weiterhin waren die Frentaner, Hirpiner, Lukaner, Samniten und die Truppen aus Gallia cisalpina daran beteiligt. Eine Anfrage dieser Stämme an den pontischen König Mithridates VI. hatte keinen Erfolg. Schließlich zogen die Mehrzahl der Bundesgenossen in den bewaffneten Krieg, mit Ausnahme der Städte und Stämme Umbriens und Etruriens, der griechischen Städte und der meisten latinischen Kolonien. Zusätzlich gründeten die Italiker eine Anti-Rom-Bewegung und Corfinium, der Ort der marsischen Bewohner, etablierte sich zur Hauptstadt namens Italia. Der Marser Poppaedius Silo und der Samnite Gaius Papius Mutilus waren wichtige Führungspersonen des politischen Zentrums Italia, welches aus einem Senat mit 500 Mitgliedern, zwei Konsuln, zwölf Prätoren und einem Heer aus etwa 100.000 Mann besteht.
Obwohl die Römer bis zu 14 Legionen einsetzten, gelang es ihnen nicht, die Aufständischen zu bezwingen, stattdessen erlitten sie erschlagende Verluste. Die Römer versuchten die Aufstände zu deeskalieren, indem sie die Wünsche und Bedürfnisse der Bundesgenossen schrittweise wahrnahmen und ihnen somit entgegenkamen. Zunächst wurde römischen Feldherren ermöglicht, den bundesgenössischen Einheiten, welche den Römern loyal geblieben waren und sich militärisch bewährten, die Bürgerschaft zu gewähren. Darüber hinaus wurde im Jahre 90 v. Chr. die etruskische Gemeinde Tuder in den römischen Bürgerverband eingebunden. Hinzukommend wurde im selben Jahr allen loyal gebliebenen Bundesgenossen die Bürgerschaft ermöglicht. Abschließend wurde die lex Iulia erlassen und alle Aufständischen, welche vom Aufstand zurücktraten und innerhalb von 60 Tagen in Rom zur Registrierung erschienen, wurden für die römische Bürgerschaft zugelassen. Hiermit konnten die Aufstände im Norden Italiens besänftigt werden, wohingegen sich im Süden die Aufständischen weiterhin nicht zufriedengaben und Schlachten führten.
Im Laufe des Krieges änderten sich die Ziele einiger Bundesgenossen dahingehend, dass eine Unabhängigkeit von den Römern angestrebt wurde. Dieses Ziel war für die Aufständischen bereits in greifbarer Nähe, da sie schon eine eigene Hauptstadt, Italia, samt Ordnung und Ämtern, nach römischem Vorbild besaßen. Im Jahr 89 v. Chr. trat die lex Plautia Papiria in Kraft, welche besagte, dass weitere Italiker das Bürgerrecht erhalten würden. Hinzukommend ist die lex Pompeia rechtskräftig geworden, sodass die Verbündeten südlich des Pos das römische Bürgerrecht erhielten, während die bundesgenössischen Einheiten nördlich des Pos das latinische Recht, also die Vorstufe des römischen Bürgerrechts, bekamen. Die Separatisten kämpften trotzdem weiter für ihre Unabhängigkeit. Letztlich endeten die Kämpfe größtenteils mit der Eroberung von Asculum und den ausschlaggebenden Siegen des Gnaeus Pompeius Strabo und Lucius Cornelius Sulla Felix bei Corfinium, Aesernia und Bovianum im November 89 v. Chr. Demnach endete der Bundesgenossenkrieg grundlegend im Jahr 89 v. Chr. militärisch, während er politisch im Jahr 87 v. Chr. sein Ende fand, als das Bürgerrecht tiefgreifend umgestaltet wurde und der breiteren Masse zugänglich gemacht wurde.

## Folgen
Nach dem Krieg stellte Italien ein einheitliches Gebiet aus römischen Bürgern dar und Rom besaß ein umfangreiches Kernland. Aufgrund dieser enormen Erweiterung mangelte es an angemessener administrativer Organisation, sodass eine Umstrukturierung erforderlich war. Schätzungsweise betrug die Anzahl der römischen Bürger vor der Änderung des römischen Bürgerrechts, in den Jahren 91–87 v. Chr., um die 400.000–500.000. Diese Zahl stieg nach der Eingemeindung Italiens im Jahre 28 v. Chr. auf etwa 4.063.000.
Noch konnten sich die nun eingebürgerten Bundesgenossen nicht zur Ruhe setzen, da sich die alten Oppositionellen den Italikern erneut gegenüberstellten. Da die Anzahl der Neubürger nach dem Krieg erheblich größer als die der Altbürger war, entwickelte sich die Befürchtung unter der Römern, dass sich bei der Volksversammlung die Zusammenstellung der hohen Ämter drastisch verändern würde. Um zu verhindern, dass ihre Befürchtung zur Realität wird, wurde den Neubürgern auferlegt, nur in acht der 35 Tribus zu wählen. Diese Maßnahmen führten schließlich zu erneuten Aufruhren, welche endgültig mit der Aufnahme der Neubürger in allen Tribus endeten.